# Ventenata
Ventenata és un gènere de plantes de la família de les poàcies, ordre de les poals, subclasse de les commelínides, classe de les liliòpsides, divisió dels magnoliofitins.

## Taxonomia
- V. dubia

(vegeu-ne una relació més exhaustiva a Wikispecies)

## Sinònims
Gaudiniopsis (Boiss.) Eig, 
Gaudinopsis (Boiss.) Eig, 
Heteranthus Borkh., 
Heterochaeta Besser ex Schult. & Schult. f., 
Malya Opiz, 
Pilgerochloa Eig.